# Valerianella platyloba
Valerianella platyloba är en kaprifolväxtart som beskrevs av Dufresne. Valerianella platyloba ingår i släktet klynnen, och familjen kaprifolväxter. Inga underarter finns listade i Catalogue of Life.